# Хужамкулов, Хазраткул Абдикодирович
Хазраткул Абдикодирович Хужамкулов (29 августа 1977 года, Сурхандарьинская область, Узбекская ССР) — узбекский экономист и политический деятель, депутат Законодательной палаты Олий Мажлиса Республики Узбекистан IV созыва. Член Либерально-демократической партии Узбекистана.

## Биография
Хазраткул Хужамкулов окончил Термезский государственный университет по специальности экономист. В 2020 году избран в Законодательную палату Олий Мажлиса Республики Узбекистан IV созыва, а также назначен на должность члена Комитета по вопросам обороны и безопасности Законодательной палаты Олий Мажлиса Республики Узбекистан.